# Leucauge zizhong
Leucauge zizhong este o specie de păianjeni din genul Leucauge, familia Tetragnathidae, descrisă de Zhu, Song și Zhang în anul 2003. Conform Catalogue of Life specia Leucauge zizhong nu are subspecii cunoscute.